# Benedetta di Cagliari
Benedetta di Cagliari, detta anche Benedetta di Massa (Santa Igia, 1194 – Massa, 1233), fu giudicessa regnante di Cagliari (1214-1233).
Era la primogenita del giudice Guglielmo I Salusio IV di Lacon-Massa (sua madre era Georgia, figlia minore di Costantino II Salusio III) e di Adelaide Malaspina. Fu la seconda donna, dopo Elena di Gallura, ad occupare un trono sardo per proprio diritto, ed una delle prime in Europa.

## Biografia

Il presunto stemma del giudicato di Cagliari

Benedetta nel 1214, all'età di vent'anni, prestò giuramento nelle mani dell'arcivescovo Ricco di Cagliari, alla presenza dei nobili maggiori e dei prelati, assicurando di non diminuire i territori del giudicato, di non alienare nessun castello e di non stringere alleanze senza il loro consenso. Quel medesimo anno, in luglio, sposò Barisone II di Arborea, figlio del giudice Pietro I di Arborea, che era stato imprigionato dal padre. Egli prese il nome dinastico di "Torchitorio IV" ed i due coniugi governarono congiuntamente i rispettivi regni, venendo entrambi citati nei corrispettivi atti giudicali. Benedetta, infine,  fece omaggio di vassallaggio alla Santa Sede.

### Giudicessa di Cagliari
Con l'arcivescovo Ricco, il vescovo sulcitano ed il marito, fece numerose donazioni alle chiese di San Giorgio di Suelle e del Sulcis. Inoltre la giudicessa favorì i suoi sudditi e l'economia locale a discapito dei pisani, attirandosi perciò, già nel 1215, l'ostilità della repubblica.
Nel 1215, approfittando della debolezza di Benedetta, Lamberto Visconti, giudice di Gallura, riunì una grande flotta e sbarcò un esercito a Cagliari, dove occupò la collina di Santa Gilla, che dominava la città e la fortificò. Quindi lasciò al fratello Ubaldo I il compito di conquistare il resto del territorio. La giudicessa fu quindi costretta a fuggire dalla sua "capitale" e rifugiarsi nell'interno del giudicato.
Nel 1216 Benedetta fece una donazione alla cattedrale di Pisa, nella speranza di guadagnare l'appoggio della città, ma nel 1217 Ubaldo I la costrinse a trattare. Di conseguenza la signora dovette accettare che il giudicato divenisse vassallo della repubblica di Pisa. A Cagliari però scoppiarono dei tumulti tra i sardi ed i pisani, perciò Benedetta e il suo consorte, si allearono con il giudice Comita di Torres e con la repubblica di Genova nella speranza di eliminare l'influenza pisana.

Chiesa di San Pietro dei Pescatori, a Cagliari (secolo XII): unico edificio rimasto integro di Santa Igia

In opposizione a Pisa, inoltre, Benedetta ottenne aiuto dal papa Onorio III, il quale nel 1217 annullò la nomina del pisano Mariano ad arcivescovo di Cagliari, e lo sostituì con Ugolino di Anagni, cardinale vescovo di Ostia e legato apostolico in Corsica e Sardegna. Inoltre indusse a sostenere Benedetta anche i Visconti di Milano ed il giudice Mariano II di Torres appena insediato. In quella stessa primavera però morì il marito di Benedetta, Barisone, e nel 1218 Ubaldo I combinò il secondo matrimonio della giudicessa con suo fratello Lamberto (rimasto anch'egli vedovo di Elena di Gallura) nella speranza di concludere la pace. I due si sposarono nel 1220, ma il Papa invalidò immediatamente le nozze.

### I matrimoni della giudicessa
Nel dicembre 1224 Benedetta rinnovò il suo omaggio alla Santa Sede tramite il legato Goffredo, accettando di corrispondere un tributo annuale di venti libbre di argento e di non risposarsi ancora senza il consenso papale. Inoltre, se fosse morta senza eredi, il suo giudicato sarebbe stato ereditato dalla Chiesa. Il 1225 e 1226 furono anni pacifici e Benedetta coinvolse suo figlio Guglielmo II di Cagliari in numerose donazioni a varie chiese. Ma in seguito riprese la guerra con Ubaldo Visconti di Gallura erede di Lamberto.
Perciò, nel tentativo di proteggersi dalle mire di Ubaldo, Benedetta si risposò altre due volte, e sempre senza l'assenso pontificio. Il suo terzo marito fu Enrico di Ceola, un pisano della nobile famiglia dei Capraia, che seppe guadagnarsi il favore del Papa. Il quarto marito fu Rinaldo de Glandis e la loro unione alla fine fu ritenuta conforme alla norma. Nonostante questi tentativi però, la violenza scoppiò nuovamente a Cagliari e la giudicessa fu costretta a rifugiarsi prima nel castello di Santa Igia e poi a Massa, terra d'origine dei suoi avi, dove morirà, all'età di trentanove anni, nel 1233.

### Estinzione del giudicato di Cagliari

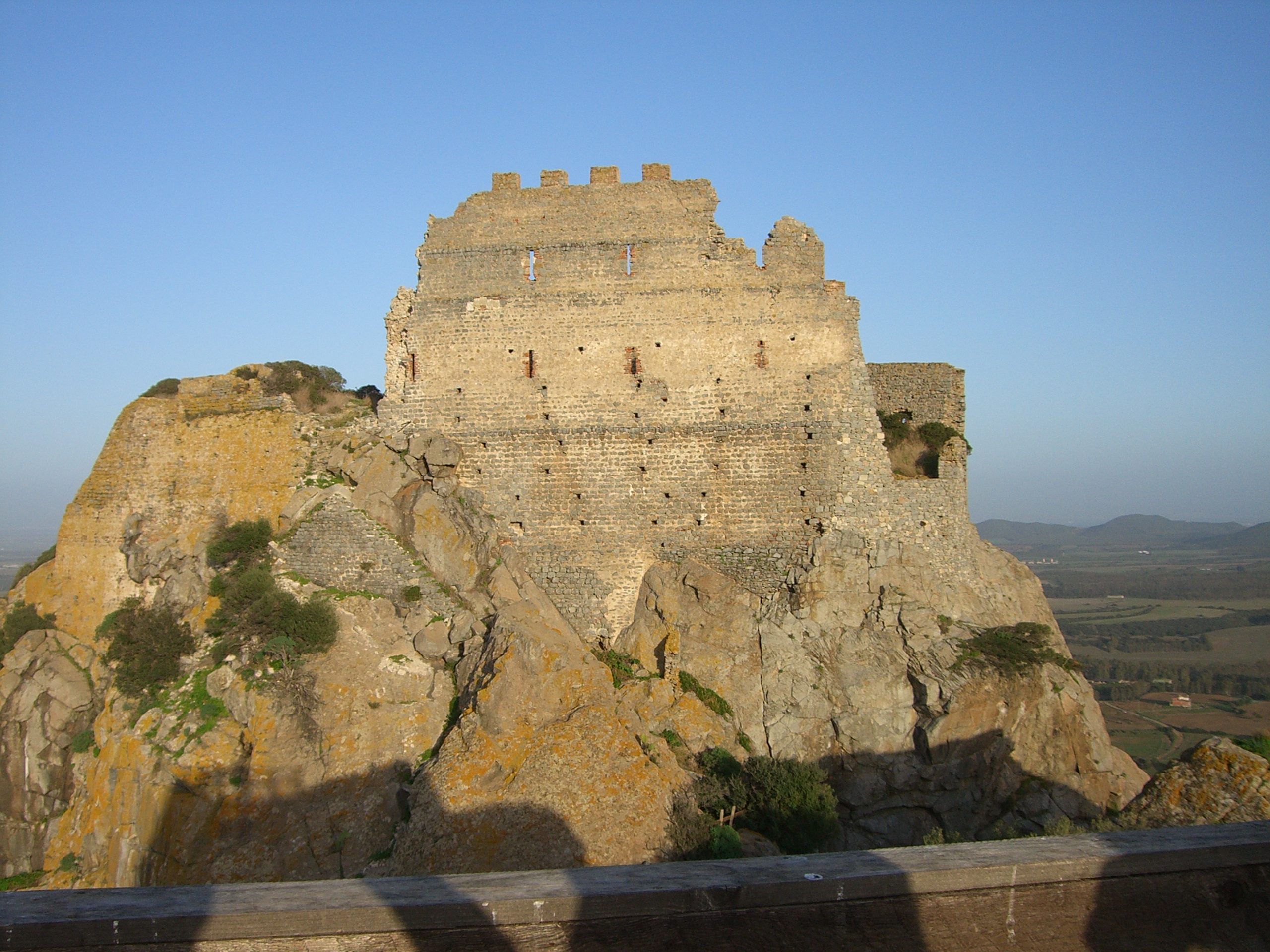
Il castello di Acquafredda

Nel 1233 papa Gregorio IX assegnò le terre di Massa e Potenzolo a Ugo di Procaria, invece il giudicato di Cagliari fu spartito tra le casate dei Visconti di Gallura, Capraia, della Gherardesca, di Donoratico, tutte di origine pisana.
Il figlio di Benedetta ed erede quindicenne Guglielmo II Salusio V, regnò solo nominalmente, sotto la reggenza della zia Agnese, madre di Adelasia di Torres, e del secondo marito Ranieri di Bolgheri.
Con Guglielmo III Salusio VI (1257-1258), probabile rampollo di Maria (figlia di Benedetta), si estinse il giudicato, dopo l'occupazione della "capitale" Santa Igia: il suo abbandono ebbe come conseguenza la costruzione, ad est, della nuova Cagliari da parte dei pisani.
Santa Igia fu rasa al suolo: il palazzo giudicale, la cattedrale di Santa Cecilia, le residenze di Agnese di Massa e dell'ultimo giudice furono
abbattuti.
Oggi rimane un solo monumento integro di quel periodo: la chiesa romanico-gotica di San Pietro dei Pescatori, nel quartiere Stampace, fatta erigere da Costantino I Salusio II e da lui donata nel 1089 ai benedettini di Marsiglia.
I resti dell'antica "capitale" sono stati rinvenuti nella parte occidentale della nuova città (zona dell'attuale corso Vittorio Emanuele) e, nella cattedrale di Santa Maria, solo l'altare di Santa Cecilia, seppure rimaneggiato in stile barocco, è quello che si trovava nell'omonima chiesa di Santa Igia.